# 20-й Конгресс США
Двадца́тый Конгре́сс США — заседание Конгресса США, действовавшее в Вашингтоне с 4 марта 1827 года по 4 марта 1829 года в период третьего и четвёртого года президентства Джона Куинси Адамса. Обе палаты, состоящие из Сената и Палаты представителей, имели демократическое большинство. Распределение мест в Палате представителей было основано на четвёртой переписи населения Соединённых Штатов в 1820 году.

## Важные события
- 4 июля 1828 года — начало строительства железной дороги «Балтимор и Огайо»
- 31 октября 1828 года—2 декабря 1828 года — Президентские выборы 1828 года, на которых Эндрю Джексон победил действующего президента Джона Куинси Адамса

## Ключевые законы
- Тариф США 1828 года (1828)

## Членство

### Сенат
| Начало | 47 | 1 | 27 | 20 |
| Конец  | 47 | 1 | 26 | 21 |

### Палата представителей
| Начало | 212 | 1 | 113 | 99 |
| Конец  | 212 | 1 | 113 | 99 |